# Unsere Liebe Frau (Machtlfing)

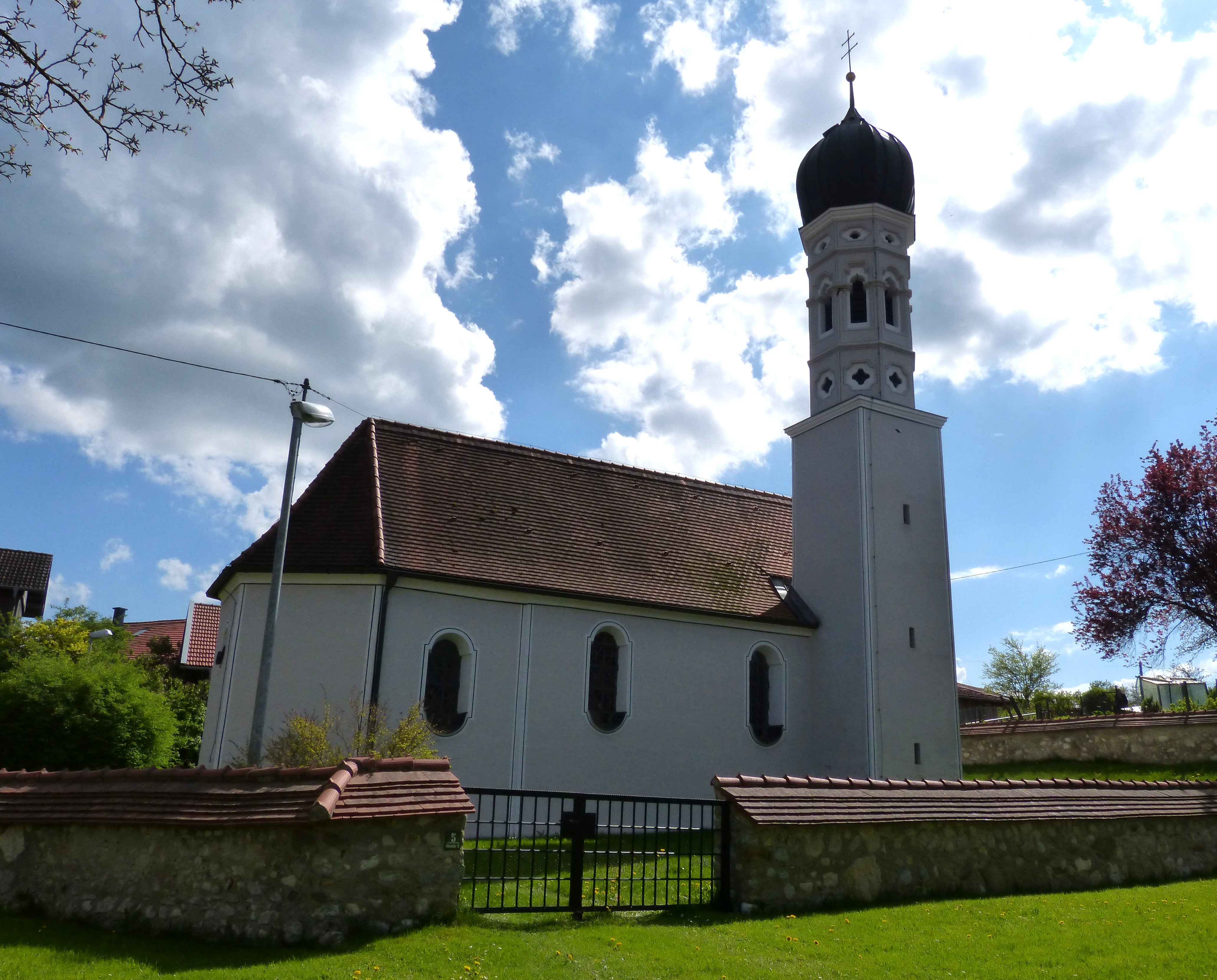
Filialkirche Unsere Liebe Frau in Machtlfing von Norden

Unsere Liebe Frau ist eine römisch-katholische Filialkirche in Machtlfing im Landkreis Starnberg. Sie stammt aus dem 17. Jahrhundert und gehört zum Bistum Augsburg.

## Geschichte

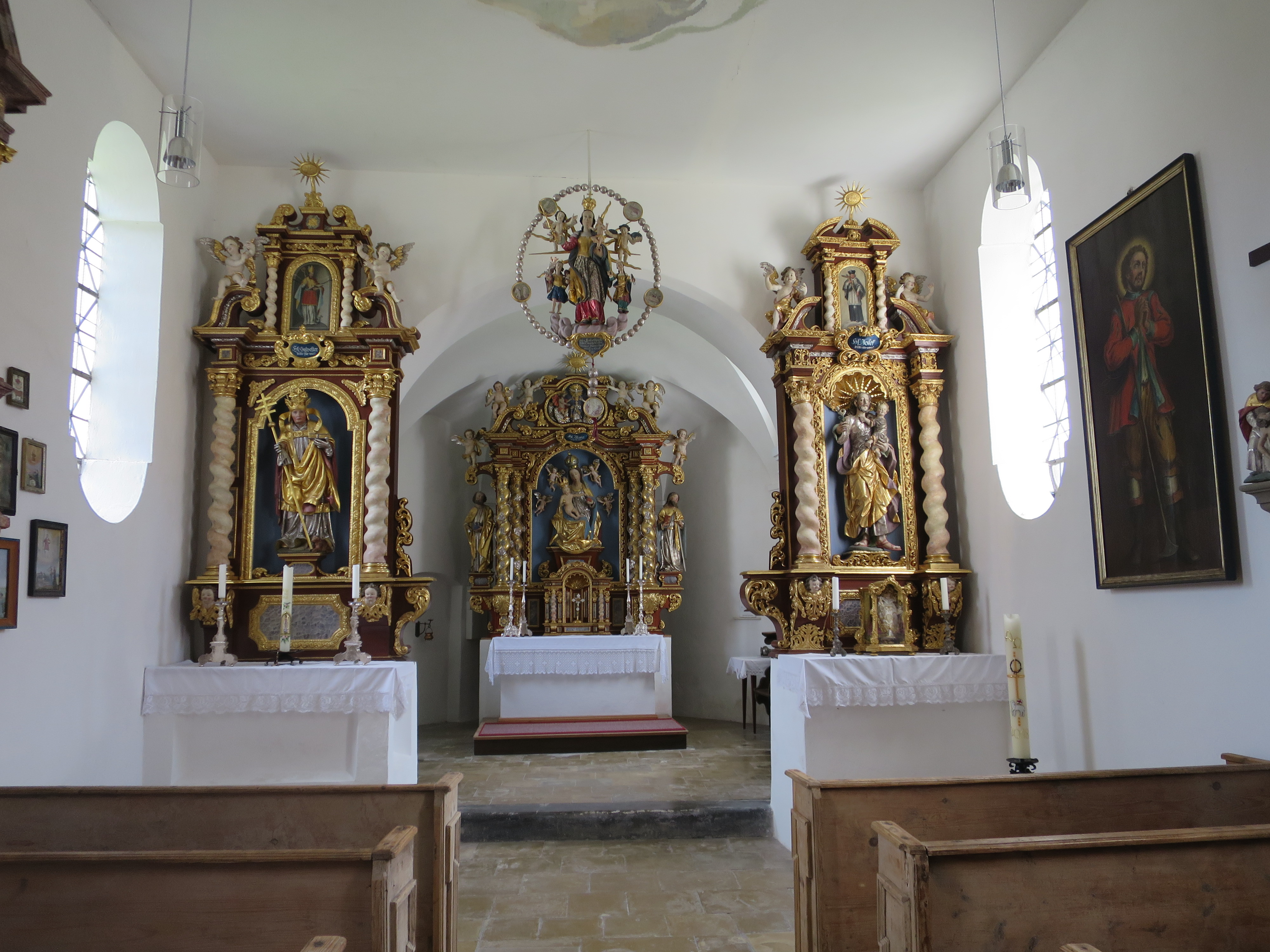
Innenraum mit Hauptaltar und Seitenaltären

Eine Kirche an heutiger Stelle wird erstmals in der Monumenta Boica von 1363 erwähnt. Im Jahr 1453 wurde sie Teil der Pfarrei Dießen.
Die Frauenkirche in Machtlfing entstand um 1670/1680 und wurde um 1700 barock gestaltet. Danach verfiel die Kirche, weshalb die Diözese Augsburg 1826 deren Abriss anordnete. Dies blieb aus und die Kirche wurde 1851 der Kirchengemeinde Machtlfing überlassen. Im Jahr 2006 fand eine Außen- und 2008/9 eine Innenrenovierung statt. Im Jahr 2016 wurden Gestühl und Fenster restauriert. Die Kosten trugen anteilig das Bistum Augsburg und die Gemeinde Andechs.

## Architektur und Ausstattung
Die Filialkirche hat ein Satteldach und einen im Nordwesten angebauten Zwiebelturm; sie steht unter Denkmalschutz (D-1-88-117-27). Die flache Decke des Saalbaus ziert seit 1959 ein Fresko von Michael P. Weingartner, auf dem Maria eine Menschenmenge segnet.
Das Langschiff der Kirche ist nach Osten ausgerichtet und endet in einem herabgezogenen Chor. Darin befindet sich der prächtige Hauptaltar, der wohl mit den beiden barocken Seitenaltären ein Ensemble bildet, das zwischen 1680 und 1706 in einer Dießener Werkstatt geschaffen wurde. Über dem Hauptaltar thront die um 1490 geschaffene spätgotische Muttergottes mit Kind. Das Altarbild wird von einer Mondsichelmadonna aus derselben Zeit bestimmt, an deren Seiten sich kleinere Figuren von Petrus und Paulus befinden.
Der linke Seitenaltar enthält eine Skulprur des Heiligen Sylvester und darüber ein Auszugsbild von Martin von Tours als Bischof mit Gans (um 1670/80). Der rechte Seitenaltar ist ebenso aufgebaut mit einer Skulptur des Heiligen Josef und Auszug des Johannes Nepomuk (um 1700/1710), wobei die Skulptur dem Bildhauer Lorenz Luidl zugeschrieben wird.

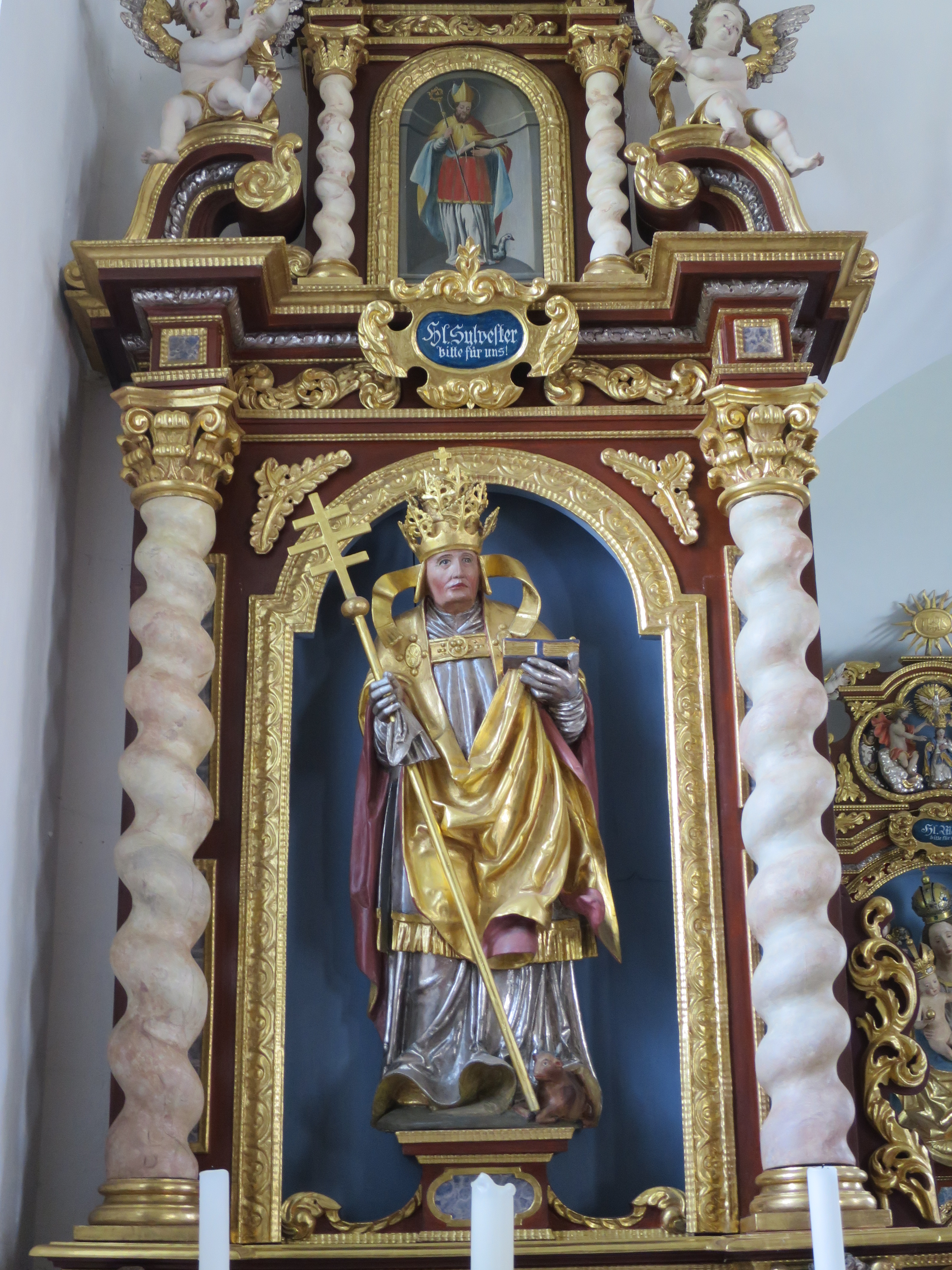
Hl. Sylvester und Hl. Martin von Tours
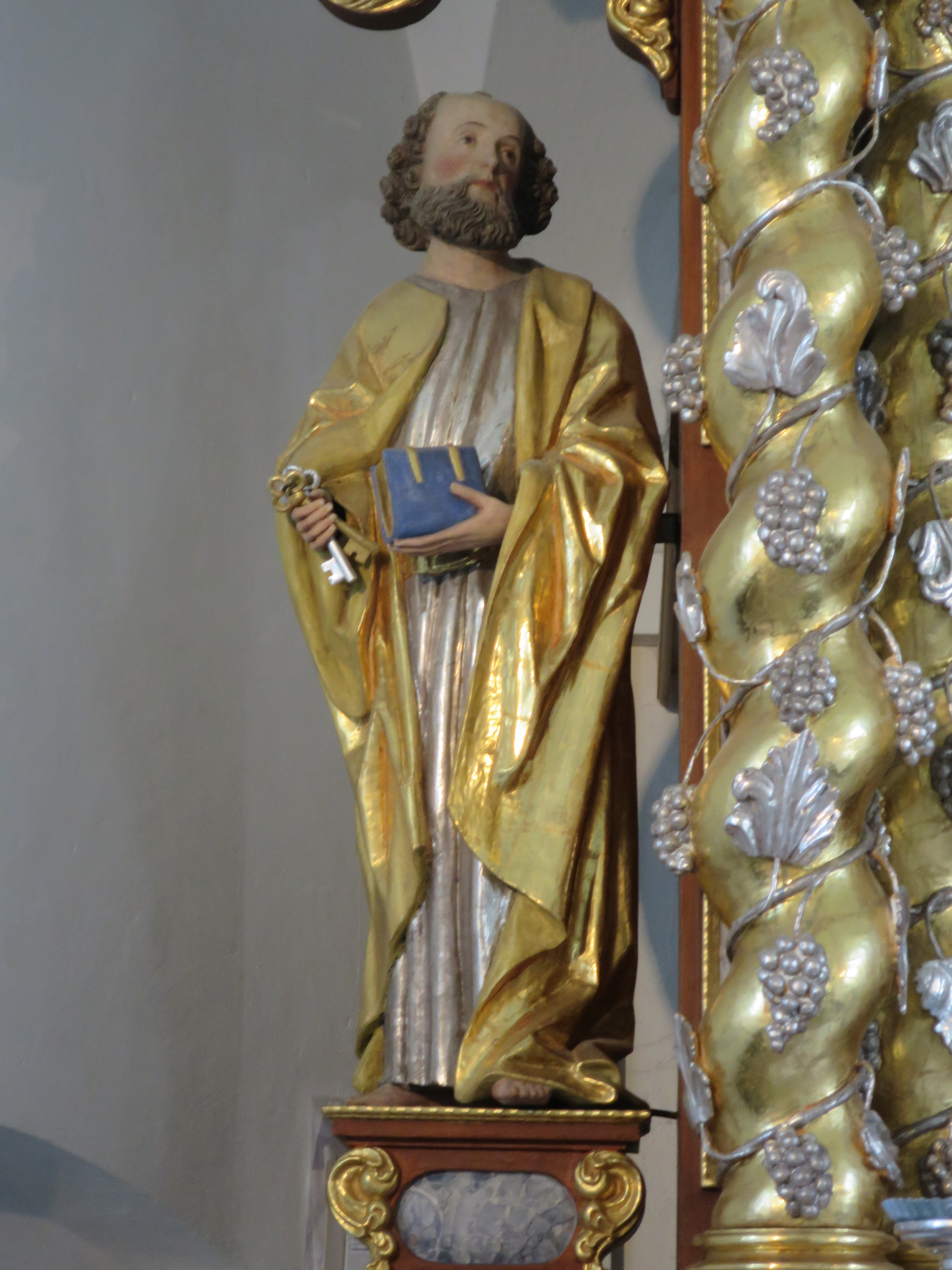
Skulptur Petrus
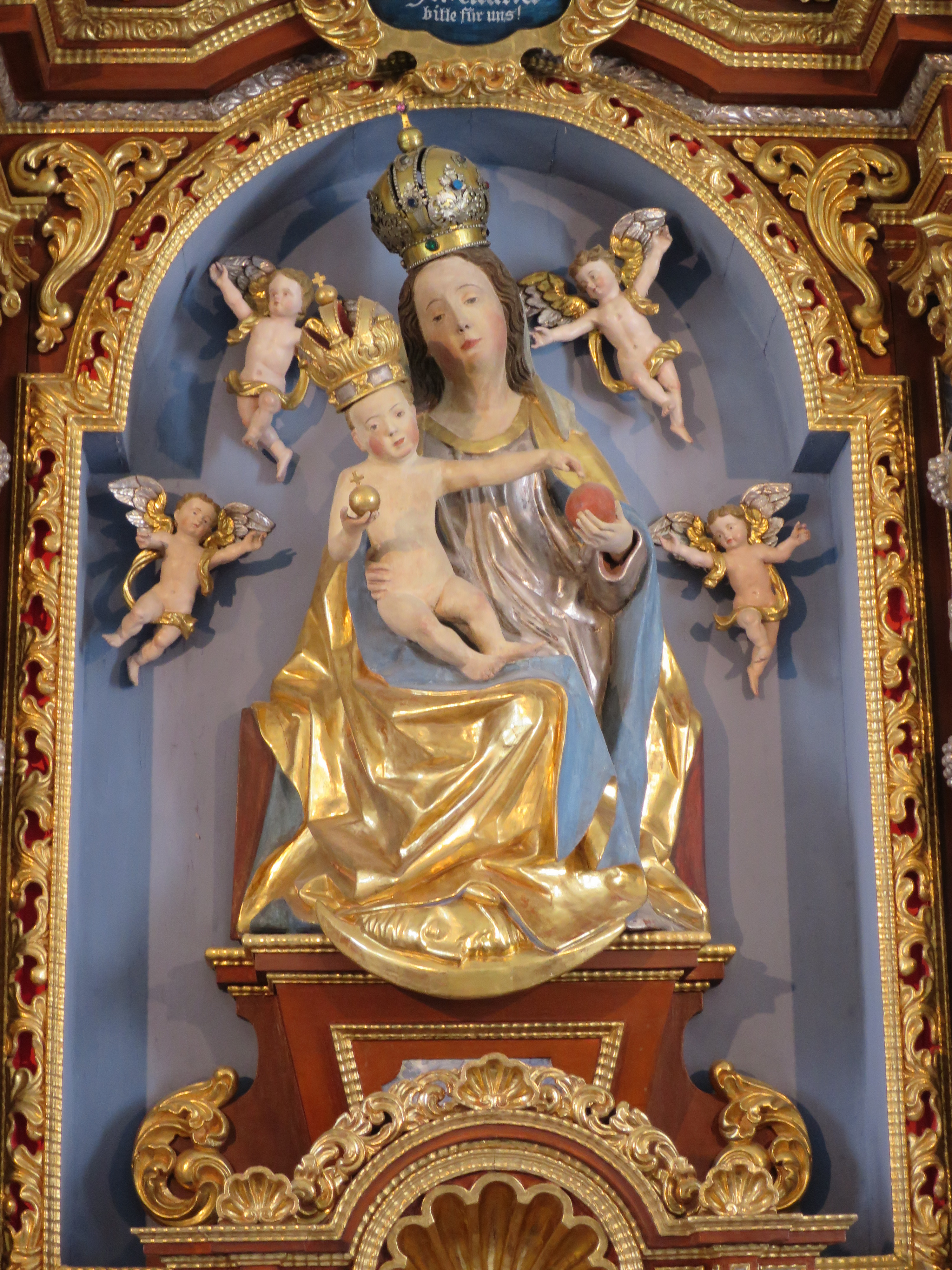
Hauptaltar
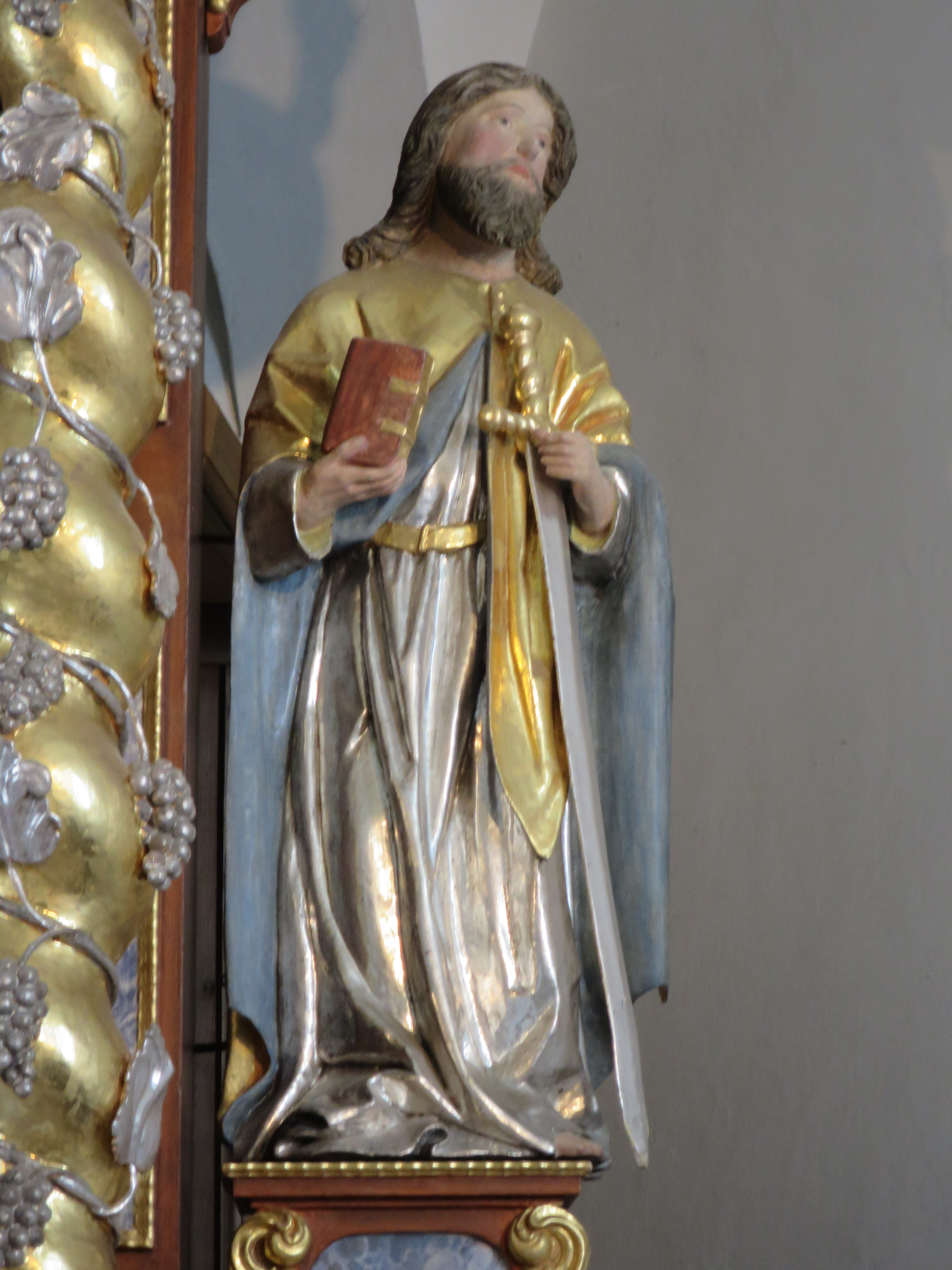
Skulptur Paulus
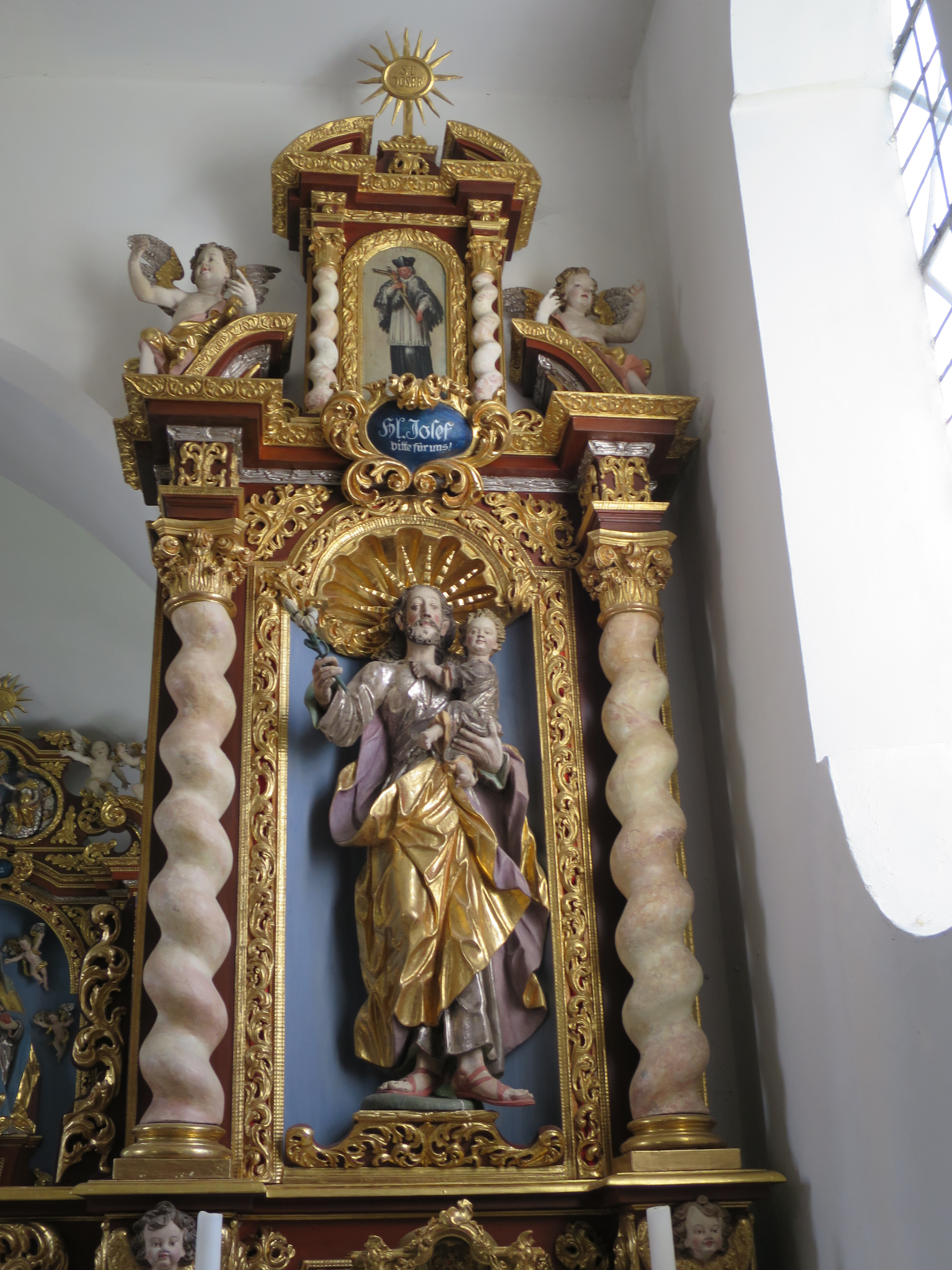
Hl. Josef und Nepomuk

Auf der Nordwand hängt ein prächtiger Barockaltar, der von verschiedenen Votivbildern flankiert wird. Das Altarretabel hing ursprünglich in der Wallfahrtskapelle St. Stephan außerhalb des Ortes und wurde um 1650 geschaffen. Unter dem Gemälde des Heiligen Stephan befindet sich eine Patronsfigur, die aus der Mitte des 15. Jahrhunderts stammt und somit die Figur der Kirche ist. Ganz oben befindet sich eine Holzskulptur des Auferstandenen Christus (um 1720/30). Auf der gegenüberliegenden Südwand des Langschiffs befindet eine Kreuzskulptur mit zwei Heiligengemälden. Die Skulpturengruppe der Kreuzabnahme entstand um 1520/1530 und wird flankiert vom Heiligen Wendelin und der Heiligen Notburga. Sie entstanden beide um 1750, tragen zeitgenössische Trachten und werden dem Kirchenrmaler Johann Baptist Baader zugerechnet.

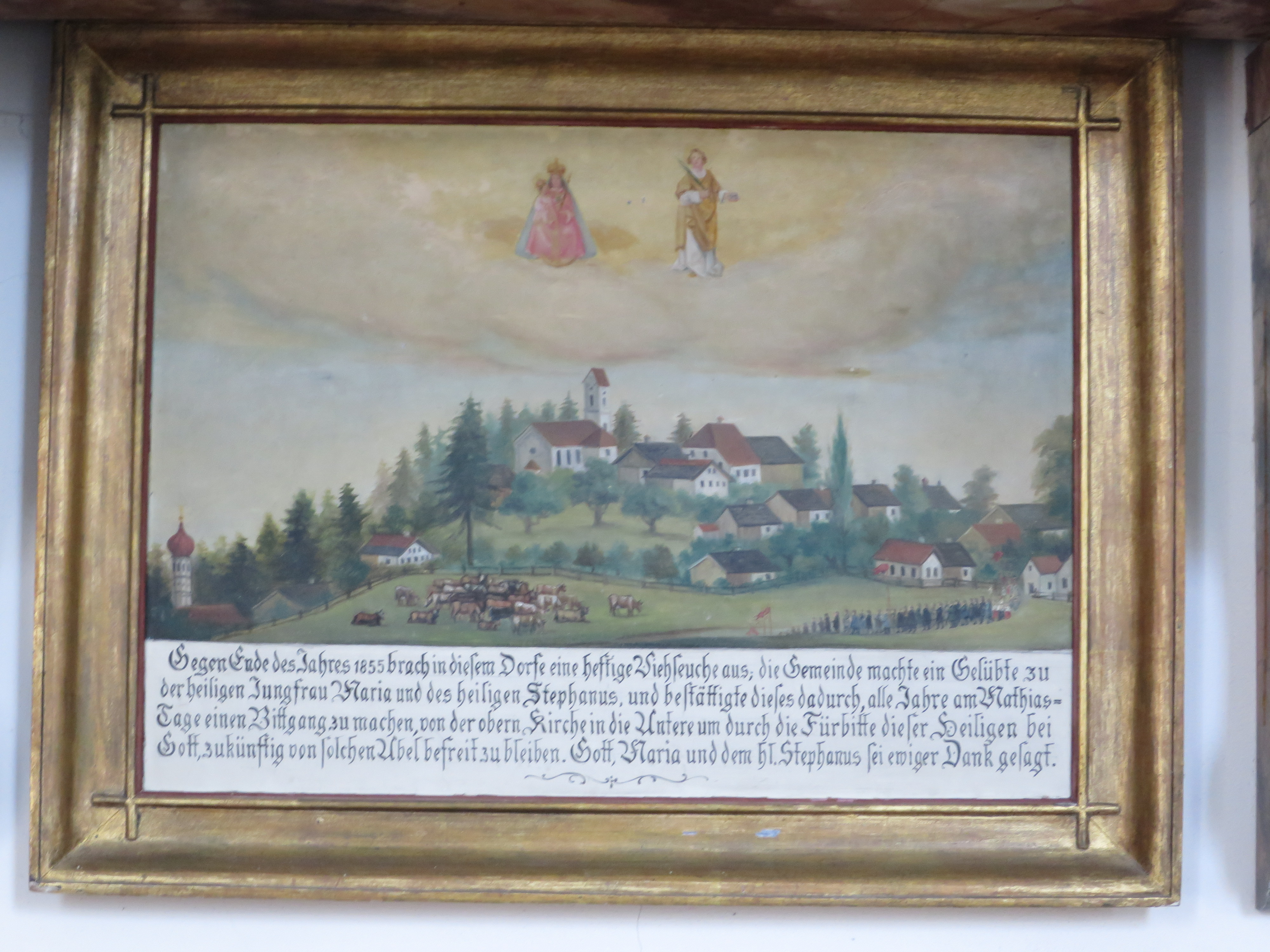
Votivbild zur Viehseuche
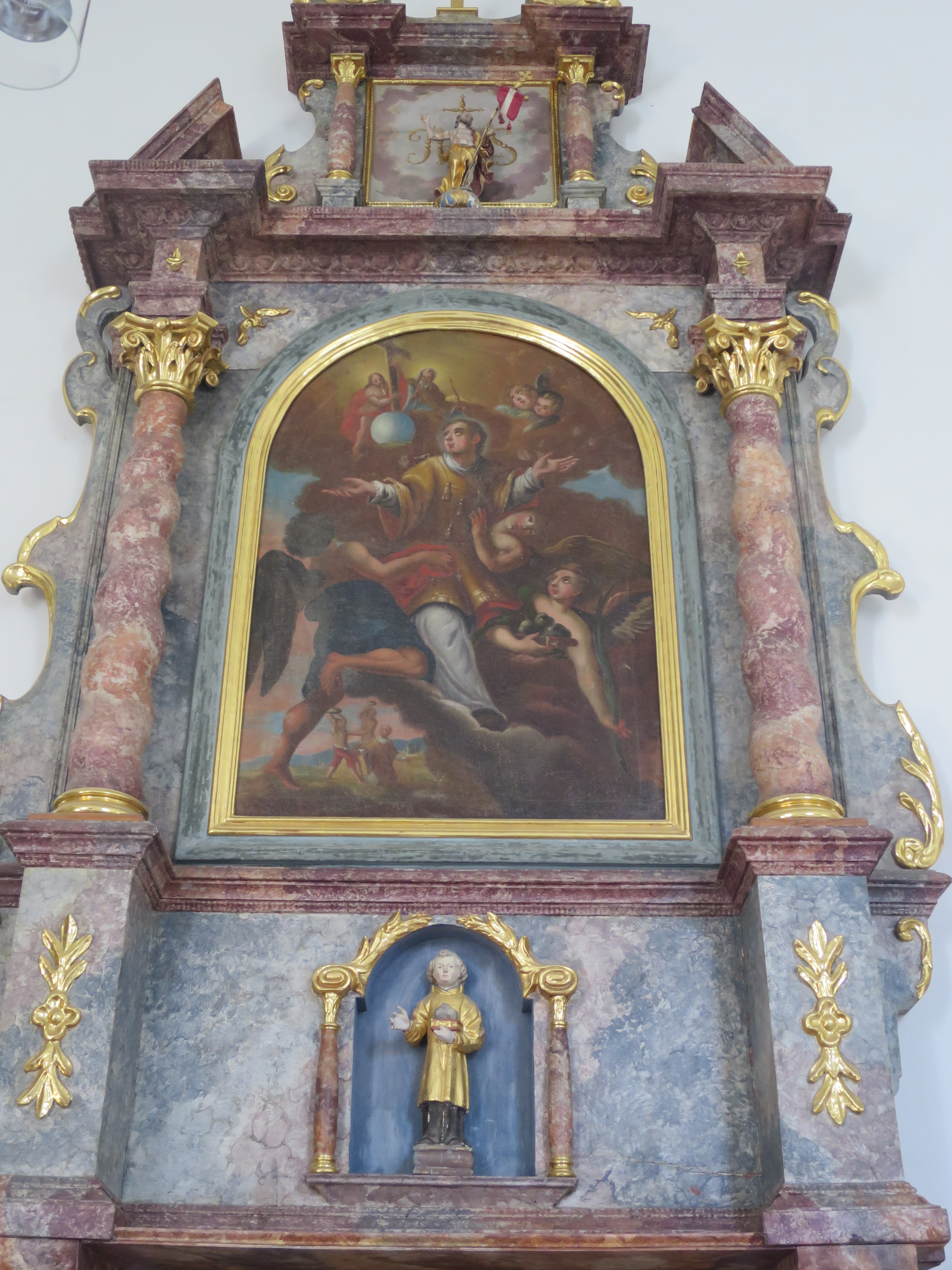
Stephansaltar
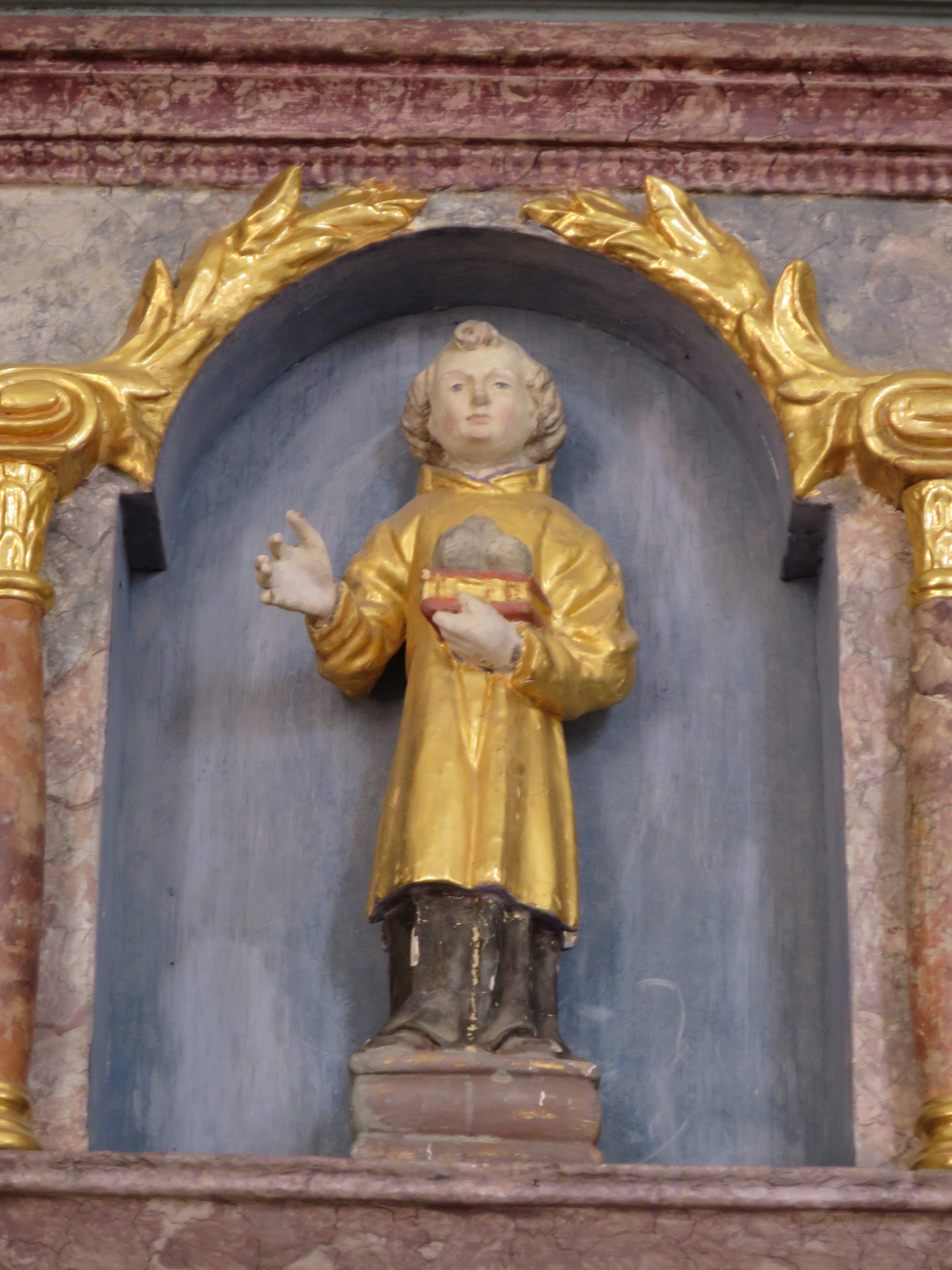
Patronatsfigur St. Stephan
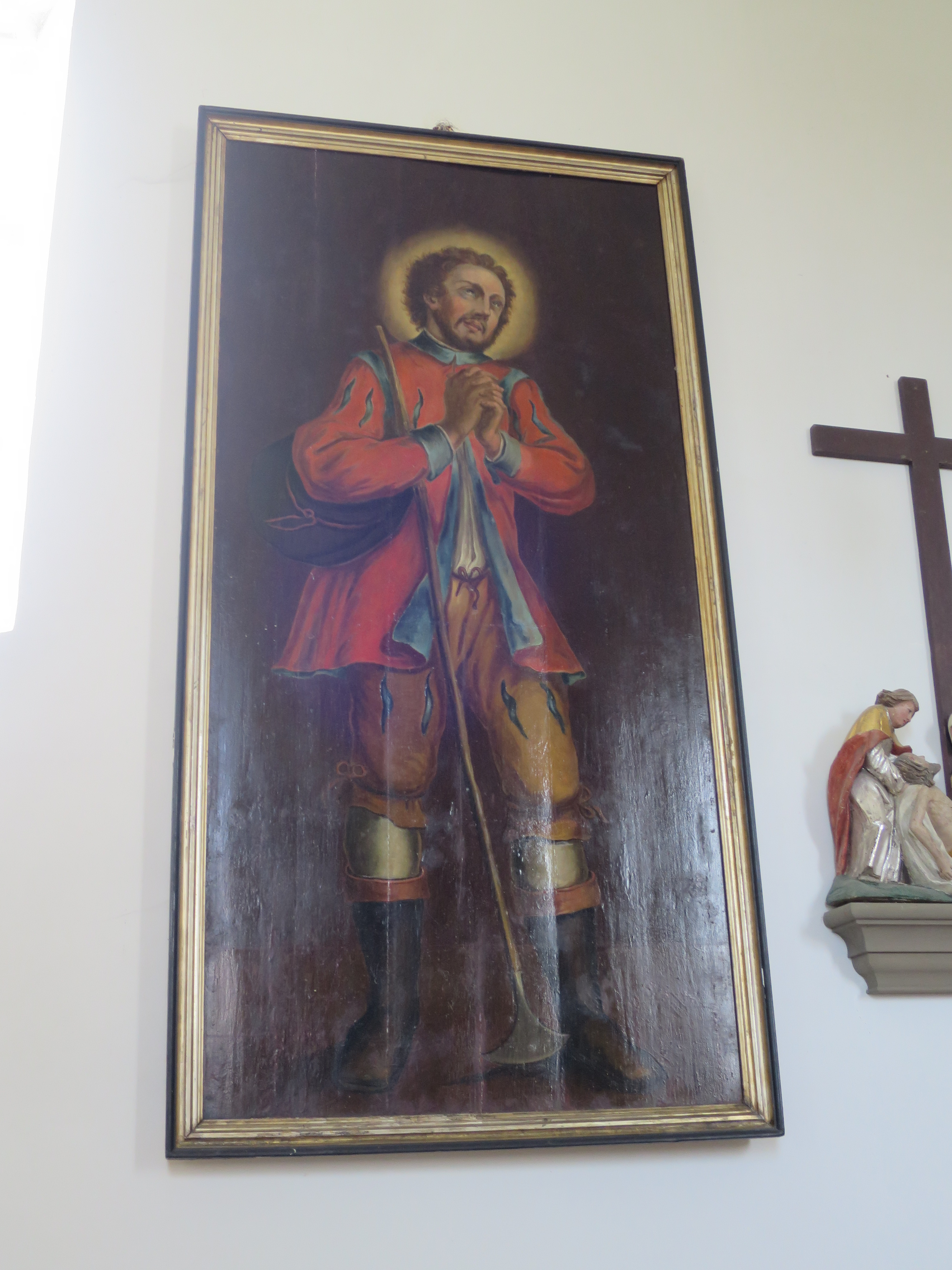
Hl. Wendelin
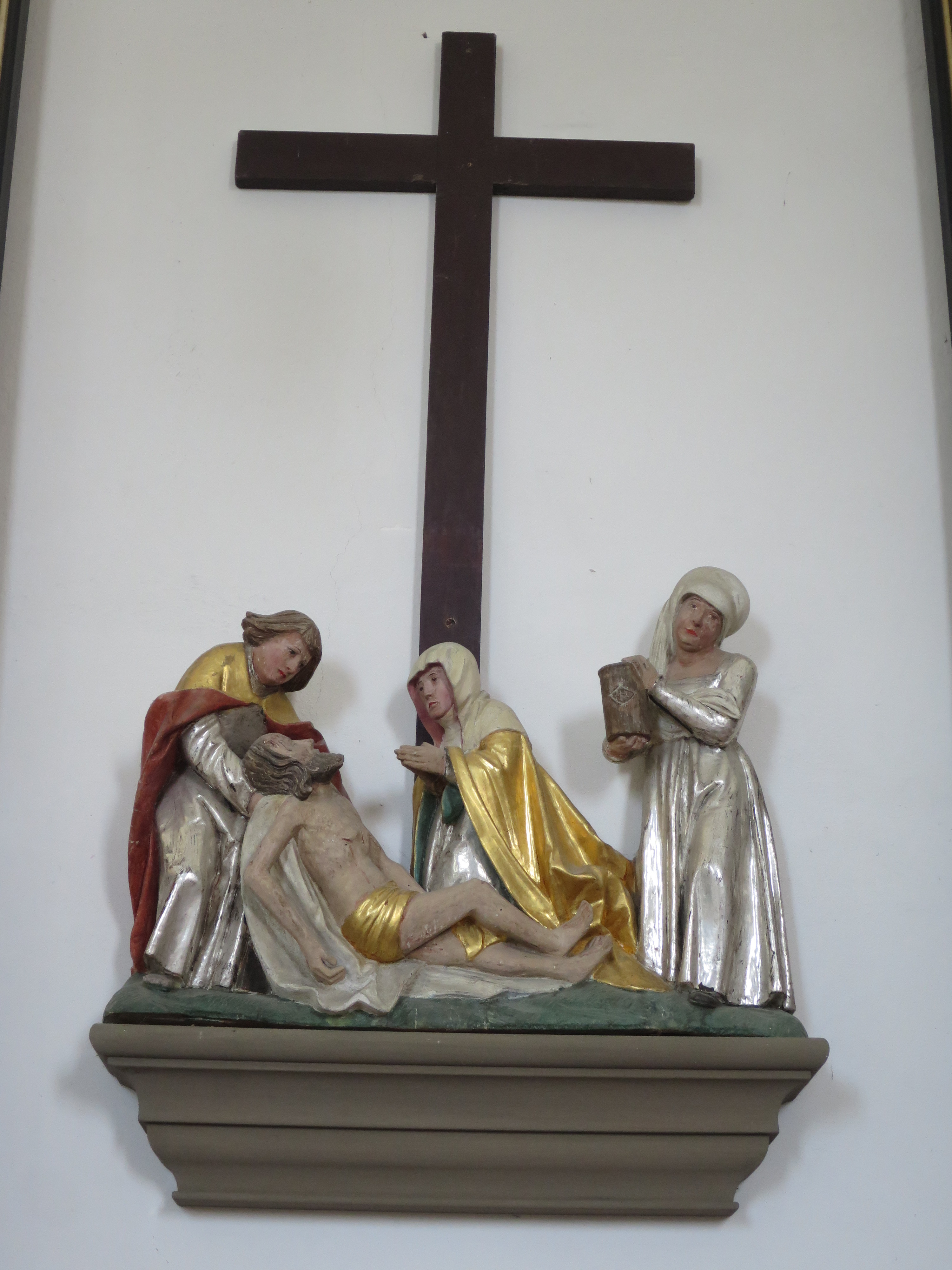
Skulpturengruppe Kreuzabnahme
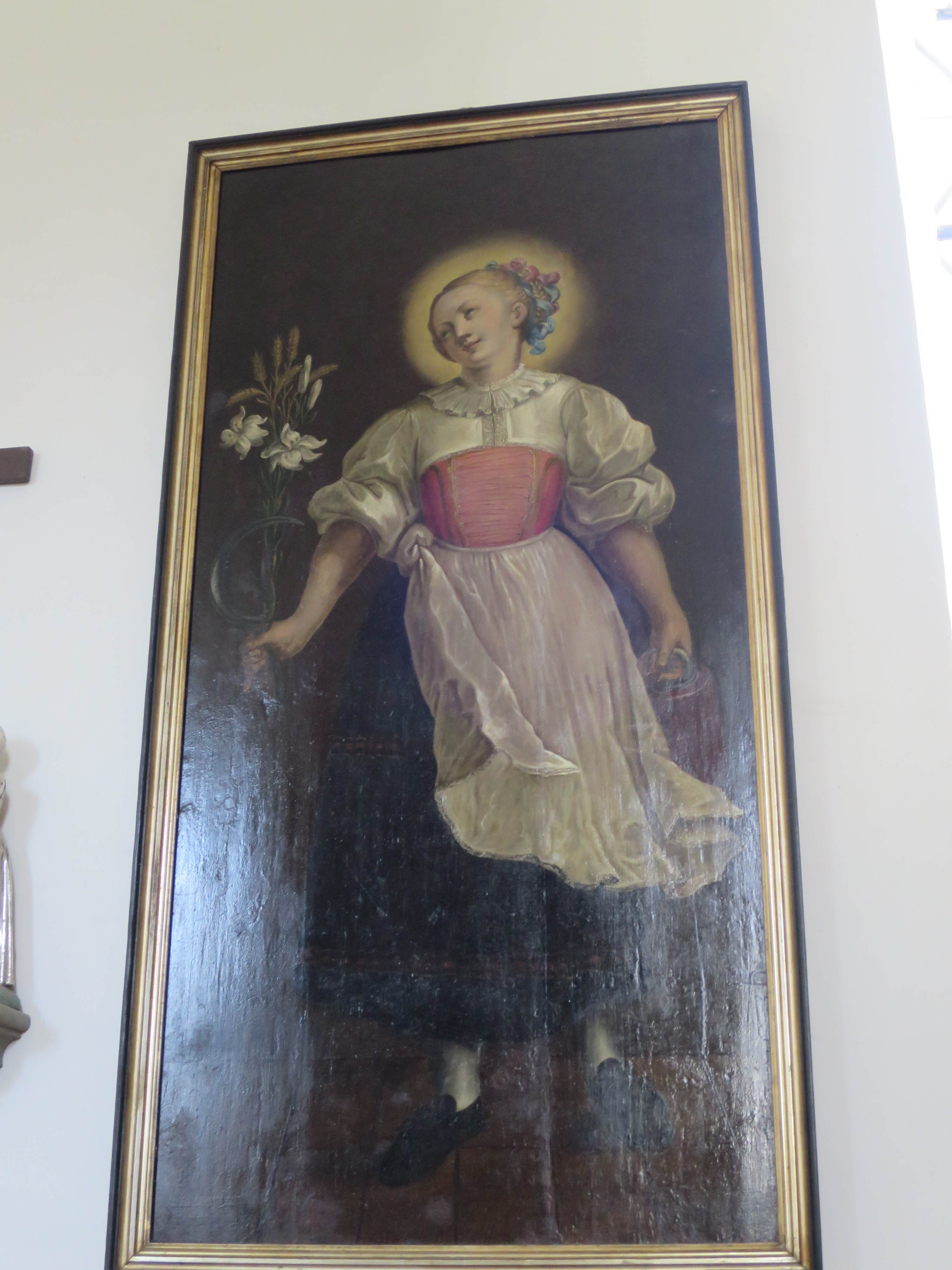
Hl. Notburga